# (1432) Эфиопия
(1432) Эфио́пия (амх. ኢትዮጵያ) — типичный астероид главного пояса, который был открыт 1 августа 1937 года южноафриканским астрономом Сирилом Джексоном в обсерватории Йоханнесбурга и был назван в честь государства в Африке — Эфиопии. 

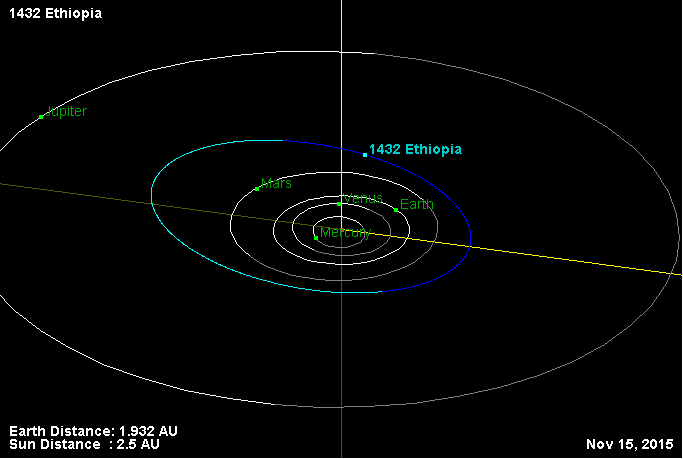
Орбита астероида Эфиопия и его положение в Солнечной системе